# Tortilla de San José
El tortilla de San José es una tortilla de huevo muy típica de cocina cordobesa (sureste cordobés). Se trata de una tortilla elaborada con huevos batidos y pan rallado que se sirve inundada de una salsa especial de color amarillo debido al uso de azafrán como colorante. Se trata de una tortilla que se elabora y se sirve en los días festivos de la provincia.  

## Variantes
En al gunas localidades de Aragón en las festividades del santo San José se suele celebrar el día con la preparación de unas tortillas de chorizo.